# Jáchal (departement)
Jáchal is een departement in de Argentijnse provincie San Juan. Het departement (Spaans:  departamento) heeft een oppervlakte van 14.749 km² en telt 21.018 inwoners.

## Plaatsen in departement Jáchal
- El Fiscal
- El Médano
- Entre Ríos
- Gran China
- Huaco
- Huerta Huachi
- La Ciénaga
- La Falda
- La Represa
- Mogna
- Niquivil
- Pampa del Chañar
- Pampa Vieja
- Punta del Agua
- San Isidro
- San José de Jáchal
- San Roque
- Tamberías
- Tucunuco
- Villa Malvinas Argentinas
- Villa Mercedes